# Pedro de Ribera
Pedro de Ribera (Madrid, 4 de agosto de 1681 — Madrid, 1742) foi um arquitecto barroco espanhol.